# Предводитель дворянства

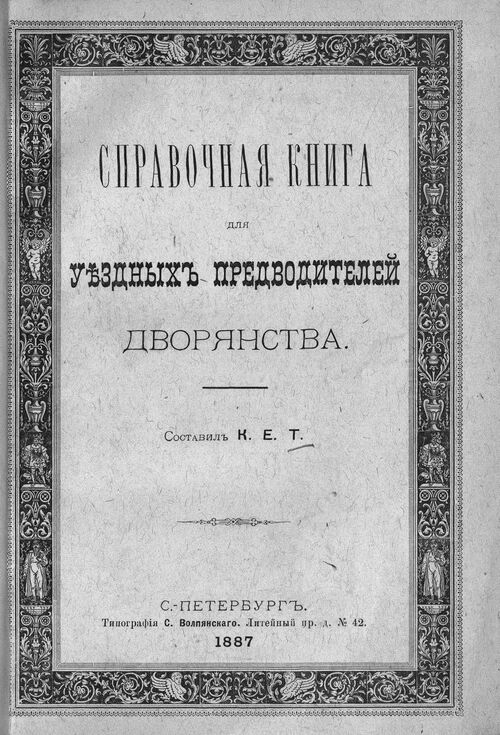
«Справочная книга для уездных Предводителей дворянства», 1887

Предводи́тель дворя́нства (рос. предводитель дворянства) або марша́лок шля́хти (пол. marszałek szlachty) — виборна посада шляхетського самоврядування за часів Великого Князівства Литовського та Російської імперії. Ділилися на губернських і повітових. Юридично[джерело?] в Російській імперії відрізняли власне шляхту від дворянства, та офіційно не використовували термін «маршалок шляхти» для російського дворянства в документах.
Зазначена посада існувала з часів Великого князівства Литовського, Руського та Жемайтського.
В Росії заснована в 1785 році жалуваною грамотою дворянству Катерини II. Після поділів Речі Посполитої права та обов'язки маршалка були внесені до Зібрання прав Російської імперії 1842 року: Губернський предводитель в ієрархії чинів знаходився відразу після губернаторів. Обирались губернськими дворянським зібранням і затверджувалися імператором. Головна функція — управління губернськими сеймики, прийом дворянської делегації та інше.
Повітовий предводитель дворянства вибирався повітовими зборами під час загального губернського дворянського зібрання та затверджувався губернатором. Повітовий предводитель головував також в повітових земських зборах, у повітовій освітній раді, у повітовому з'їзді та в інших місцевих органах (на практиці це обмежувалася складанням відповідних заяв для військових і для губернської влади).
Предводителі брали участь також у судових процесах, якщо предметом їх розгляд була неналежна поведінка чиновників. Складали списки осіб, засідали в урядових комісіях: будівельних, соціальної допомоги, порядку в містах, рекрутської та інше. У господарських справах губернського рівня предводителі контролювали виконання земських і повітових повинностей і збирали внески зі шляхти. Предводителі дворянства були також головами в цілому ряді виборчих зборів та з'їздів з виборів до Державної Думи Російської імперії.
Посада проіснувала до Лютневої революції 1917, в результаті якої було ліквідовано станову організацію Російської імперії.